# 王頌恩
王頌恩（1968年9月27日—），台灣人，祖籍山东省即墨县（今属青岛市），是台灣著名的雙簧管演奏家，現任台北市立交響樂團雙簧管首席。曾推出三張雙簧管獨奏唱片，由友善的狗唱片公司推出。

## 唱片列表
- 《一個人的漫遊》
- 《快樂過日子》
- 《愛上了影》

## 外部連結
- 臺北市立交響樂團：王頌恩[永久]　（已失效）
- 音樂極限：王頌恩